# Денисов, Виктор Леонович
Виктор Леонович Денисов (17 января 1944 года, Москва, СССР) — русский российский драматург. Автор 33-х пьес. Показывает действительность в нетипичных для отечественного театра проявлениях и формах. Член Союза писателей Москвы (1995), Союза театральных деятелей РФ (1996). Специалист по американской драме XX века. Перевел с английского больше 20 пьес, а также романы, новеллы, рассказы,эссе. Кандидат филологических наук (1982).

## Биография

### Родители
Виктор Денисов родился 17 января 1944 года в Москве в семье классических музыкантов. Отец Леон Борисович Закс (20 апреля 1918, Виндзор (Канада) — 20 августа 1977, Афины (Греция) — советский музыкант, скрипач-виртуоз, концертмейстер оркестра Большого театра, один из ведущих педагогов отечественной скрипичной школы. 
Мать Муза Николаевна Денисова (8 августа 1922, Калуга — 23 октября 2003, Москва) — советский педагог фортепиано, пианистка; одна из ведущих педагогов Школы- семилетки имени Гнесиных.

### Детство, юность
В семь лет В. Денисова отдали учиться игре на скрипке в Школу-семилетку имени Гнесиных. Первым наставником по специальности стал отец Леон Закс, который там преподавал. В 11 лет В. Денисов в числе подающих надежды гнесинцев дважды выступал в Малом зале консерватории. После 4-го класса музыкальной школы, вопреки воле родителей, оставил занятия скрипкой. Занятия музыкой возобновил в последних классах средней школы, когда увлекся джазом. Тогда родители купили ему сначала валторну, а затем трубу и отправили учиться в Ансамбль песни и пляски имени Локтева. Занятия продлились год. Сын не хотел становиться музыкантом. Его увлекал театр.
Любовь к театру передалась от отца, который пришёл в Большой солистом-скрипачом, полюбил его и служил концертмейстером оркестра до конца жизни. Когда сын подрос, он стал брать его на репетиции и спектакли. В пять лет под впечатлением от оперы «Руслан и Людмила» Витя Денисов попробовал написать пьесу. Она называлась «Халвин и Халвица».
Дед по материнской линии Николай Николаевич Денисов, чью фамилию носит драматург (выходец из дворянской семьи, выпускник медицинского факультета МГУ, военный врач), любил литературу, музыку, но особенно театр. Он часто устраивал домашние спектакли на Рождество и сам в них участвовал. В 11 классе В. Денисов тоже играл на школьной сцене роль Барона в пьесе Горького «На дне». Он даже думал поступать на актёрский. Но тяга к слову взяла верх, и в 1962 году он поступил на филологический факультет в Московский государственный университет имени М. В. Ломоносова.

### Трудовой путь
В 1967 году окончил МГУ по трем специальностям: русский язык как иностранный, английский язык, зарубежная литература.
С 1967 по 1968 год работал референтом в «Интуристе».
С 1968 по 1970 год преподавал русский язык как иностранный на подготовительном факультете МГУ, а с 1970 по 1975 год — на кафедре русского языка в Университете дружбы народов имени Патриса Лумумбы.
С 1977 по 1982 год читал курсы лекций по зарубежной литературе в Институте иностранных языков имени Мориса Тореза.
С 1978 по 1990 год работал старшим научным редактором в Издательстве «Прогресс».
С 1992 по 1996 год — помощник главного режиссёра по литературной части в Московском драматическом театре «Лаборатория».
С 1997 по 1999 год — заместитель главного редактора газеты «Театральный курьер».
С 2002 года пишет только пьесы.

## Творчество
В 1968 году сочинил первую пьесу «Террарий». Толчком послужили опыт работы в «Интуристе» и последствия Пражской весны 1968 года. По форме — это драматургическая фантазия, где сотрудницу турфирмы съедают под соусом её коллеги во главе с президентом, а по сути — театральная сатира на советскую действительность. Автор выступал против лжи, лицемерия, догм, которые пришли в жизнь и искусство с началом правления Леонида Брежнева после хрущевской «оттепели». Его мишенью был также один из главных постулатов искусства соцреализма — «положительный герой нашего времени». Героем «Террария» был даже не человек — Тритон.
Позже советскому периоду В. Денисов посвятил пьесы «Второе пришествие в Страну чудес», «Сторожа на плотине», «Клоун», «Заблудившийся трамвай»; перестройке в СССР — «Лыжники». Несколько поколений русской интеллигенции стали героями его пьес «Когда святые маршируют», «Званый ужин», «Мой любимый крокодил», «Чертовка в розовом трико», «Сочельник» и других.
В 1987 году состоялся драматургический дебют Виктора Денисова на московской сцене. Шел третий год перестройки — театр требовал иного чем прежде сценического языка. Новый драматический театр принял к постановке американскую пьесу «Все в саду» (В. Денисов должен был делать её новый перевод). Но приглашенный из Театра имени Ленинского комсомола режиссёр Петр Штейн решил сделать инсценировку пьесы Джайлза Купера и Эдварда Олби в духе происходивших тогда в России перемен. Так родился острый по форме и кричащий по сути трагифарс В. Денисова «Пир в саду» о губительной власти денег, толкающей людей на разврат и преступление.
Главное управление культуры закрыло спектакль, как порочащий главные устои морали советского человека. Но его отстояли авторитетные деятели культуры: критики Борис Любимов, Михаил Швыдкой, журналист газеты «Московский комсомолец» Александр Аронов, актриса Наталья Варлей, артисты Театра имени Ленинского комсомола Олег Янковский, Александр Абдулов, Ирина Алферова во главе с его главным режиссёром Марком Захаровым. До 1989 года «Пир в саду» шёл на сцене Нового драматического театра при полных аншлагах.
В 1989 году В. Денисов сочинил самую короткую русскую пьесу «Primum Agere» («Действуй!») о непредсказуемых путях развития России. Она вошла в его первый авторский сборник оригинальных пьес 1998 года «Шесть призраков Ленина на рояле». В 1993-м, пятью годами раньше, пьесу «Шесть призраков Ленина на рояле», посвященную трагической судьбе России в XX веке, поставил в Московском драматическом театре «Лаборатория» его главный режиссёр Андрей Россинский.
«Шесть призраков…» — первая из трех пьес драматургической трилогии В. Денисова «Тираны XX века». Вторая, «Боюсь как Бин Ладена», посвящена проблеме международного терроризма. Третья, «Воскресить Карабаса?», о взаимоотношениях тирана и жертвы.
В 1996 году режиссёр Роман Виктюк предложил В. Денисову сделать русскую сценическую версию культового американского фильма Билли Уайлдера «Бульвар Сансет». Премьера мелодрамы «Бульвар заходящего солнца» В. Денисова состоялась в Русском театре Эстонии в Таллине в 1998 году. Роль звезды немого кино Нормы Дэсмонд сыграла советская и украинская актриса театра и кино Ада Роговцева. Спектакль гастролировал в Прибалтике, России, Украине, Израиле, США.
Профессиональное занятие драматургией в сочетании с академическим образованием делают и переводы В. Денисова англоязычных пьес на русский легко «говорящимися», не требующими сценической адаптации. В. Денисов первым перевел с английского на русский пьесы «Камино реаль», «Процесс приспособления», «Королева насекомых» Теннесси Уильямса, «Любовник» Гарольда Пинтера, «Сотворение мира и другие дела» Артура Миллера, «Американский идеал» Эдварда Олби.
В спектаклях по пьесам В. Денисова и его переводам играли Лия Ахеджакова, Виктор Гвоздицкий, Вячеслав Гришечкин, Александр Дзюба, Валерий Задонский, Александр Ивашкевич, Кирилл Козаков, Сергей Маковецкий, Борис Невзоров, Андрей Невраев, Любовь Новак, Людмила Одиянкова, Евгений Паперный, Дмитрий Писаренко, Александр Резалин, Евгения Симонова, Владимир Шевяков и другие актёры.
В ноябре 2011 года старейший вахтанговец Владимир Этуш вышел в роли Грегори Соломона в отрывке из пьесы «Цена» Артура Миллера (перевод В. Денисова) в юбилейном спектакле «Пристань» к 90-летию Театра имени Евгения Вахтангова (художественный руководитель постановки Римас Туминас).
С 1974 по 2001 год В. Денисов написал около 500 статей по вопросам современного театра, драмы, литературы, искусства. Публиковался в альманахе «Современная драматургия», журналах «Театральная жизнь», «Современная художественная литература за рубежом», «Общественные науки за рубежом», журнале зарубежной драматургии «Суфлер», еженедельниках «Экран и Сцена», «Аргументы и факты», книжном обозрении «Общественная мысль за рубежом», «Независимой газете», в газетах «Вечерняя Москва», «Вечерний клуб», «Московская правда», «Театральный курьер», газете о театре «Докторъ Чеховъ», «Сударушка».

### Особенности драматургии
Жанровое разнообразие. В основе пьесы — оригинальная идея; занимательный сюжет; острые и меткие характеристики персонажей; живой, афористичный язык; непредсказуемость развязки. Одним из героев многих пьес В. Денисова является смех. Придает значение музыке в спектакле.
Своими учителями в драматургии считает Николая Гоголя, Михаила Салтыкова-Щедрина, Евгения Шварца. Профессиональному мастерству учился также у Эдварда Олби и Эжена Ионеско.

### Участие в фестивалях
Первый Международный фестиваль молодой драматургии «Любимовка-92» («Когда святые маршируют»), Международный фестиваль драматургии под эгидой Фонда имени Александра Онассиса «Афины-2004» («Бриллианты Её Величества»).

### Научная работа
Философские искания Дж. Д. Сэлинджера (первая публикация студента В. Денисова). Тезисы докладов молодых ученых научной конференции МГУ, М.: Издательство МГУ, 1968.
Диссертация на соискание ученой степени кандидата филологических наук. «Романтические основы метода Т. Уильямса (своеобразие конфликта в драматургии писателя)». Москва, 1982.
Диссертация на соискание ученой степени доктора филологических наук. «Американская послевоенная драма (проблемы поэтики А. Миллера, Т. Уильямса, Э. Олби)». Москва, 2001.

## Семья
Первая супруга: Людмила Георгиевна — педагог, переводчик. Дети: Инна Викторовна Денисова (1977 г. р.), журналист.
Вторая супруга: Елена Борисовна Степанова — филолог, театральный критик, педагог. Дети: Маргарита Викторовна Денисова (1988 г. р.), архитектор.

### Оригинальные пьесы
1. «Террарий» (1968): фантастическая сказка-ложь без намека на что-либо, где-либо, когда-либо существовавшее в трех действиях с прологом, диалогом, монологом и эпилогом.
2. «Второе пришествие в Страну чудес» (1974): коммунистическая эйфория в четырёх действиях.
3. «Эгей и Тесей» (1977): античная трагедия в двенадцати эписодиях.
4. «Сторожа на плотине» (1981, 2010): гротеск в четырёх картинах.
5. «Лыжники» (1989): парабола в одном действии.
6. «Primum Agere» («Действуй!») (1989, 2012): хэппенинг.
7. «Когда святые маршируют»(1990, 2010): притча-фарс в двух действиях.
8. «Любовь к родному пепелищу» (1991): неисторическая комическая драма в одном действии.
9. «Шесть призраков Ленина на рояле» (1993): фантасмагория в одном действии с прологом и эпилогом на темы одноимённой картины Сальвадора Дали.
10. «Звезда Рождества» (1995): миракль для детей и взрослых в пяти картинах.
11. «Званый ужин» (1996): метафизическая драма в одном действии.
12. «Английский по методике Шекспира» (1998, 2011[1]): шутки с классиком в двух действиях с одним антрактом.
13. «Клоун» (1999): драматическая буффонада в восьми репризах.
14. «Заблудившийся трамвай» (2000): антимистерия советской эпохи в одном действии.
15. «Бриллианты Её Величества» (2002): музыкальная феерия на основе мелодий и образов «Битлз» в двух действиях и десяти картинах.
16. «Боюсь как Бин Ладена» (2003): чёрная комедия в двух действиях.
17. «Мой любимый крокодил» (2004): серьёзная комедия в четырёх картинах.
18. «Ленеи» (2005): театральная сатира в одном действии.
19. «Чертовка в розовом трико» (2006): анекдотическая история в одном действии с прологом и эпилогом.
20. «Казанова в царствии бабочек» (2007): аллегорический фарс в одном действии.
21. «Сочельник» (2008): драмедия в одном действии.
22. «Содомлянская фантазия в голубых тонах» (2010): почти Ветхозаветный триллер в пяти картинах и трех дивертисментах.
23. «Воскресить Карабаса?» (2011): бурлеск — сказочка для взрослых из кукольной жизни в одном действии.
24. «Играем в „Пок-та-Пок“ (2011): комическая фантастика в одном действии с эпилогом.

### Пьесы „по мотивам“
1. „Баранья история“ (1983): драма-иносказание в двух действиях по мотивам сказки Михаила Салтыкова-Щедрина „Баран непомнящий“.
2. „Пир в саду“ (1986): трагифарс в двух действиях по мотивам пьесы Джайлза Купера и Эдварда Олби „Все в саду“.
3. „Заводной апельсин“ (1994): моралитэ в двух действиях и восьми картинах по мотивам одноимённого романа Энтони Берджесса.
4. „Мордой об тубарет“ (1994): экстраваганца — свободная фантазия в двух действиях и шести картинах по мотивам повести Булата Окуджавы „Похождения Шипова, или Старинный водевиль: Истинное происшествие“.
5. „Бульвар заходящего солнца“ (1996): мелодрама в пяти картина (сценическая версия одноимённого фильма Билли Уайлдера).
6. „Хочу Гулливершу“ (1999): клип-комедия в двух действиях по мотивам новеллы Ирвина Шоу „Короткая суббота“.
7. „Кукла в шелковом платье“(2000): мелодрама в двух действиях по мотивам новеллы „Кукла в розовом шелковом платье“ Леонарда Меррика.
8. „Домашний спектакль“ (2009): драма в трех действиях по мотивам одноимённого рассказа Стэнли Эллина.
9. „Бандерлоги“ (2012): пародия-буфф по мотивам „Маугли“ (Из книги джунглей) Редьярда Киплинга.

### Переводы англоязычных пьес
- Юджин О’Нил:
  - „Жажда“ (1913): одноактная пьеса.
- Теннесси Уильямс:
  - „Королева насекомых“ (1946, 1953): одноактная пьеса.
  - „Камино Реаль“ (1953): пьеса в шестнадцати блоках.
  - „И вдруг минувшим летом“ (1958): пьеса в одном действии и четырёх картинах.
  - „Нечто невысказанное“ (1958)»: одноактная пьеса.
  - «Период приспособления» (1960): пьеса в двух действиях.
  - «Крик» (1973): пьеса в двух действиях.
  - «Костюм не по сезону» (1980): пьеса с привидениями в двух действиях и четырёх картинах.
- Эдвард Олби:
  - «Американская мечта» (1959): одноактная пьеса.
  - «Песочница» (1959): одноактная пьеса.
- Гарольд Пинтер:
  - «Немой официант» (1957): одноактная пьеса.
  - «Любовник» (1962): одноактная пьеса.
  - «Возвращение домой» (1964): пьеса в двух действиях.
  - «Точно» (1983): скетч.
  - «Новый миропорядок» (1991): скетч.
- Артур Миллер:
  - «Человек, которому так везло» (1940): пьеса в трех действиях.
  - «Цена» (1968): пьеса в двух действиях.
  - «Сотворение мира и другие дела» (1972): пьеса в трех действиях.
- Дэвид Меймит:
  - «Сексуальные фантазии в Чикаго» (1974): одноактная пьеса.
- Джо Ортон:
  - «Хулиган у двери» (1964, первое представление): одноактная пьеса в пяти картинах.
- Мэтт Уиттен:
  - «Ходы на Вашингтон Сквер» (1993): пьеса в двух действиях и трех картинах.

### Театральные постановки
- 1987 «Пир в саду» (В. Денисов) — по мотивам пьесы Дж. Купера и Э. Олби «Все в саду». Режиссёр П. Штейн. Новый драматический театр, Москва.
- 1992 «Американский идеал» по пьесе «Американская мечта» Э. Олби. Режиссёр Б. Раффелд (США). Театр на Юго-Западе, Москва.
- 1993 «Шесть призраков Ленина на рояле» (В. Денисов). Режиссёр А. Россинский. Драматический театр «Лаборатория», Москва.
- 1993 «Сотворение мира и другие дела» (А. Миллер). Режиссёр В. Шульман. Драматический театр «Лаборатория», Москва.
- 1994 «Молодожены» по пьесе «Процесс приспособления» Т. Уильямса. Режиссёр В. Заварина (Сан-Франциско, США). Театр драмы имени М. Горького, Ростов-на-Дону.

- 1995 «Камино Реаль» (Т. Уильямс). Режиссёр А. Россинский. Драматический театр «Лаборатория», Москва.
- 1995 «Сад Себастьяна» по пьесе «И вдруг минувшим летом» Т. Уильямса и Комедии «Женщины в народном собрании» Аристофана. Режиссёр К. Серебренников. «Молодёжный театр», Ростов-на-Дону.
- 1996 «Внезапно прошлым летом» по пьесе «И вдруг минувшим летом» Т. Уильямса. Режиссёр А. Житинкин. Театр драмы им. С. Цвиллинга, Челябинск.
- 1997—1998 «Запертый сад — сестра моя» по пьесе «Крик» Т. Уильямса. Режиссёр С. Стеблюк. Камерный театр «Тангра» (Болгарский культурно-информационный центр), Москва.
- 1998 «Любовник» (Г. Пинтер). Режиссёр Р. Виктюк. Антреприза Концедалова, Киев.
- 1998 «Бульвар заходящего солнца» (сценическая версия В. Денисова одноимённого фильма). Режиссёр Р. Виктюк (Москва). Русский театр Эстонии, Таллин.
- 1998 «Бульвар заходящего солнца» (сценическая версия В. Денисова одноимённого фильма). Режиссёр Р. Виктюк. Театр «Домино», Санкт-Петербург.
- 2001 «Крик» (Т. Уильямс). Режиссёр Н. Попков. Московский театр «Ступени», Москва.
- 2002 «Королева насекомых» (Т. Уильямс), дневники Т. Уильямса. Режиссёр С. Лепский. Приморский театр молодёжи, Владивосток.
- 2002 «Любовник» (Г. Пинтер). Режиссёр В. Мирзоев. Антреприза «Театрон-Н», Санкт-Петербург.
- 2002 «Подсолнухи» по пьесе «Крик» Т. Уильямса. Режиссёр Б. Юхананов. Продюсер Е. Спектор, Москва, совместно с Сургутским музыкально-драматический театром.
- 2004 «Бульвар заходящего солнца» (сценическая версия В. Денисова одноимённого фильма). Режиссёр Г. Наумова. Театр «Артистическое созвездие», Новосибирск.
- 2005 «Бульвар заходящего солнца» (сценическая версия В. Денисова одноимённого фильма). Режиссёр Г. Наумова. Театр «Дом актера», Новосибирск.
- 2008 «Любовник» (Г. Пинтер). Режиссёр Л. Георгиевски (Македония). Драматический театр им. В. Ф. Комиссаржевской, Санкт-Петербург.
- 2009 «Крик» (Т. Уильямс). Режиссёр О. Глазунова. Театр 31, Москва.
- 2011 «Цена» (А. Миллер). Из спектакля «Пристань», Театр им. Евг. Вахтангова, Москва. Художественный руководитель постановки Р. Туминас.
- 2012 «Немой официант» (Г. Пинтер). Творческий центр «Дилижанс», Тольятти.
- 2012 «Любовник» (Г. Пинтер). Режиссёр А. Серов. Волгоградский молодёжный театр.

### Из цикла «Камерный театр в Бахрушинском музее»
- 2009 «Казанова в царствии бабочек» (В. Денисов). Театрализованное представление пьесы. Режиссёр Л. Одиянкова. Театральный музей им. А. А. Бахрушина, Москва.
- 2010 «Когда святые маршируют» (В. Денисов). Театрализованное представление пьесы. Режиссёр Л. Одиянкова. Театральный музей им. А. А. Бахрушина, Москва.
- 2011 «Английский по методике Шекспира» (В. Денисов). Театрализованное представление пьесы. Режиссёр В. Данцигер. Театральный музей им. А. А. Бахрушина, Москва.
- 2012 «Играем в „Пок-та-Пок“» (В. Денисов). Театрализованное представление пьесы. Режиссёр Л. Одиянкова. Театральный музей им. А. А. Бахрушина, Москва.

### Из цикла «Театр без микрофона»
- 2009 «Мой любимый Крокодил» (В. Денисов). Концертное исполнение пьесы. Режиссёр Л. Одиянкова. Библиотека иностранной литературы им. М. И. Рудомино, Москва.

### Изданное в книгах
- Пять драматургов под одной обложкой Э. Каммингс, Г. Пинтер, Э. Олби, С. Шепард, Т. Уильямс. Сборник англоязычных пьес. Гарольд Пинтер «Немой официант». Перевод Виктора Денисова. Эдвард Олби «Американская мечта». Перевод Виктора Денисова. Теннесси Уильямс «Камино Реаль», «Крик», «Зеленый район»: «Нечто невысказанное», «И вдруг минувшим летом». Перевод Виктора Денисова. Областной научно-методический центр народного творчества. Самара, 1991.
- Теннесси Уильямс: «Желание и чернокожий массажист». Авторский сборник. (Пьесы, рассказы, эссе). Перевод Виктора Денисова. М.: Издательская группа «Прогресс» (Издательская фирма «Гамма»), 1993.
- Виктор Денисов «Шесть призраков Ленина на рояле и другие пьесы». Авторский сборник. М.: Издательство «Агар», 1998
- Артур Миллер: «Пожалуйста, не убивай!» Авторский сборник. Эссе, новеллы, пьесы. Перевод Виктора Денисова. М.:OOO «Издательство АСТ», OOO "Издательство «Олимп», 2002.
- Гарольд Пинтер: Коллекция. Сборник пьес. «Любовник», «Возвращение домой». Перевод Виктора Денисова. Санкт-Петербург: Издательство «Амфора», 2006.
- Артур Миллер: «Это случилось в Виши». Сборник пьес. «Сотворение мира и другие дела». Перевод Виктора Денисова. М.: ООО «Издательство АСТ», ООО «Издательство Астрель», 2011.
- Артур Миллер: «Смерть коммивояжера». Сборник пьес. «Человек, которому так везло». Перевод Виктора Денисова. М.: ООО «Издательство АСТ», ООО «Издательство Астрель», 2011.

### Отдельные публикации англоязычных пьес и эссе в переводе В. Денисова

#### В альманахе «Современная драматургия»
- «Американская мечта», Эдвард Олби, 1995 — июль-декабрь, № 3,4.
- «Любовник», «Возвращение домой», Гарольд Пинтер, 1996 — октябрь-декабрь.

#### В журнале «Театральная жизнь»
- «Песочница», Эдвард Олби. 1988, апрель.
- «В России», Артур Миллер. 1990, ноябрь.

#### В еженедельнике «ЭКРАН и СЦЕНА»
- «Королева насекомых», Теннесси Уильямс, 1995, № 15 (275), 20-27 апреля.

#### В журнале зарубежной драматургии «СУФЛЕР»
- «Костюм не по сезону», Теннесси Уильямс, 1992, № 4.
- «Сотворение мира и другие дела», Артур Миллер 1995, № 4.

#### В журнале «Современная художественная литература за рубежом»
- Артур Миллер о культурной жизни в СССР конца 1960-х (фрагменты из книги «В России»), 1990 — сентябрь- октябрь, № 5.

### Публицистика Виктора Денисова (аннотации — обзоры — рецензии)

#### В альманахе «Современная драматургия»
- В поисках Трамвая «Желание», 1991 сентябрь- октябрь, № 5.
- Теннесси Уильямс: из литературного наследия, 1991 ноябрь-декабрь, № 6.
- Романтик XX века, 1994 — октябрь- декабрь, № 4.
- Made in USA: «пройденное и пропущенное», 1996 январь-март, № 1.
- Хорек под домашним баром (Предисловие к публикациям переводов пьес Гарольда Пинтера «Любовник» и «Возвращение домой»), 1996 — октябрь-декабрь, № 4.

#### В журнале зарубежной драматургии «СУФЛЕР»
- Вместо послесловия. К публикации пьесы Теннесси Уильямса «Костюм не по сезону», 1992, № 4.
- С юбилеем! (Вместо послесловия). К публикации пьесы Артура Миллера «Сотворение мира и другие дела», 1995, № 4.

#### В журнале «Современная художественная литература за рубежом»
- Харри Крюз «Автомобиль», 1974 сентябрь-октябрь,№ 5.
- Марк Харрис «Убивать всех и каждого», 1975 март-апрель, № 2.
- Роберт Сильверберг «Незнакомая территория», 1975 июль-август, № 4.
- Гор Видал «Майрон»,1977 — январь-февраль, № 1.
- Ирвин Шоу «Ночной дежурный», 1977 ноябрь-декабрь, № 6.
- «Все дело в пьесе» четыре оригинальные телевизионные драмы. Под ред. Тони Джиффорд, 1978 сентябрь-октябрь, № 5.
- Эрих Сигал «История Оливера», 1979 сентябрь-октябрь, № 5.
- Теннесси Уильямс «Где я живу». Избранные эссе, 1981 — май-июнь, № 3.
- Морис Яковар, Теннесси Уильямс и экран, 1981 сентябрь-октябрь, № 5.
- Эрих Сигал «Мужчина, женщина и ребёнок», 1982 — июль-август, № 4.
- Теннесси Уильямс «Погожее воскресенье для поездки в Крев-Кер», 1983 — январь-февраль, № 1.
- Теннесси Уильямс «Костюм не по сезону», 1985 ноябрь-декабрь, № 6.
- Уолтер Тэвис «Пересмешник», 1986 ноябрь-декабрь, № 6.
- Уолтер Тэвис «Человек, который упал на землю». Гор Видал «Дулут», 1987 май-июнь, № 3.
- Теннесси Уильямс. Собрание рассказов, 1988 — июль-август, № 4.
- Беседы с Теннесси Уильямсом. Составитель Альберт Девлин, 1989 ноябрь-декабрь, № 6.

#### В журнале «Общественные науки за рубежом»
- Роджерс И. Теннесси Уильямс: ответ моралиста на «Опасности жизни», 1978, 5, серия 7.
- Теннесси Уильямс (Сборник статей), 1980, 1, серия 7.

Теннесси Уильямс. «Где я живу». Избранное эссе, 1980, 4, серия 7.

#### В книжном обозрении «Общественная мысль за рубежом»
- Мэдсен Д. ССША 1991, декабрь, № 12.

#### В Вестнике Московского университета
- Эволюция жанра в драматургии Артура Миллера, 1991, № 2, серия 9.

### Проза англоязычных писателей (романы — новеллы — рассказы)в переводе Виктора Денисова
1. Ирвин Шоу. Рассказ «Жена уезжает» в переводе Виктора Денисова. Сб. Шепот в бедламе. Произведения мастеров прозы Европы и США, посвященные спорту. М.: «Физкультура и спорт», 1982.
2. Хью Гарнер. Рассказ «Ждите своей очереди» в переводе Виктора Денисова. Сб.: Лампа, зажженная в полдень. Рассказы канадских писателей о молодёжи. М.:"Молодая гвардия",1986.
3. Стенли Эллин. Новелла «Самое-самое», Новелла «Домашний спектакль» в переводе Виктора Денисова Сб.: Смерть в сочельник, М. «Радуга», 1992.
4. Теннесси Уильямс. Рассказы: «Что-то из Толстого», «Ангел в алькове», «Красное полотнище флага», «Однорукий», «Желтая птица», «Желание и чернокожий массажист», «Странные происшествия в доме вдовы Холли», «Карамель» в переводе Виктора Денисова Сб.: Желание и чернокожий массажист (Пьесы и рассказы) М.: Издательская группа «Прогресс» — «Гамма», 1993.
5. Рэй Брэдбери Новелла «Высшее из блаженств», Новелла «Дело жизни Хуана Диаса» в переводе Виктора Денисова. Чикагская бездна: Роман. Новеллы. М.: Издательская группа «Прогресс», «Бестселлер», 1993.
6. Уильям Бернетт. Роман «Маленький Цезарь» в переводе Виктора Денисова. Сб.: Современный американский детектив М.: Издательство «Радуга», 1993.
7. Хэммонд Иннес. Роман «Человек с Лефкаса» в переводе Виктора Денисова. Покойник к Рождеству. Антология зарубежного детектива. М.: Московский рабочий, 1994.
8. Ричард Кондон. Роман «Древнейшая мудрость» в переводе Виктора Денисова. Аригато: Детективные романы Ричарда Кондона М.: Центрополиграф, 1995.
9. Артур Миллер. Новеллы: «Пожалуйста, не убивай!», «Монте-Сант-Анджело», «Поиски будущего» в переводе Виктора Денисова. Пожалуйста, не убивай!: Эссе, новеллы, пьесы М.: ООО «Издательство „Олимп“, ООО „Издательство АСТ“, 2002.

## Статьи
1. Осьминог в ванной. Александр Аронов, „Московский комсомолец“, 13.12.1987.
2. The Many Incarnations of Lenin. By Marina Blagonravova. Special to the Tribune. The Moscow Tribune, Tuesday, November 2, 1993. Culture. (Много воплощений Ленина, Марина Благонравова. Специально для Трибьюн. Москоу Трибьюн, вторник, 2 ноября, 1993. Культура).
3. A Bold, New Playwrite Tackles Dali, Lenin. By John Freedman. The Moscow Times, Thursday, September, 16, 1993. (Смелый новый драматург берётся за Дали и Ленина. Джон Фридман. Москоу Таймз, четверг, 16 сентября, 1993.)
4. Сад Себастьяна. Кирилл Серебренников. Создание&поддержка. „Вебстрой“.
5. Six Specters of Lenin on a Piano», the Laboratory Theater. From: Moscow Performances: The New Russian Theater 1991—1996" by John Freedman (page 57). Harwood Academic Publishers, 1997.(«Шесть призраков Ленина на рояле», Театр Лаборатория. Из книги: Московские спектакли: Новый русский театр 1991—1996 (стр.57), Гарвард Академик Паблишаз, 1997.
6. Эпоха переходит на фальцет. Елена Скульская, газета «МЭ Суббота», 24.10.98.
7. Роман Виктюк: Нормы которые придумывает общество, и мораль, — фикция. Галина Сапожникова, Комсомольская правда, 09.12.1998.
8. Только в театре смерть никогда не торжествует. Мертвецы встают и ждут аплодисментов. Элла Аграновская, газета «Купеческая гавань», 14.05.98.
9. Три романа Ады Роговцевой. Беседовала Елена Петровская, газета «Независимость»,15.09.98.
10. Бульвар заходящего солнца. Официальный сайт театра «САНТ».
11. Бульвар заходящего солнца — a-ivashkevich.com
12. Театральная библиотека Сергея Ефимова: пьесы — театр — драматургия.
13. Виктор Денисов: филолог, переводчик, драматург. Неужели не все? Светлана Новикова, газета «Театральный курьер», март 1999.
14. Печальная гармония Теннесси Уильямса. Светлана Короткова, «Зеркало недели» № 48,14 декабря 2002.
15. Героев Билли Уайлдера вывели на сцену. Ирина Ульянина. Коммерсант.ru. Коммерсантъ (Новосибирск), № 202 (3041),28.10.2004.
16. Казанова среди бабочек. Инна Бугаева, Екатерина Рубцова, Григорий Славников Жур-д-2, РГСУ. Рубрика: Искусство, ТЕКСТЫ ЗДЕСЬ! Библиотека статей.
17. Театральная афиша 13.11.2010 Елена Степанова, критик. Театр 31. Пресса о Театре.
18. Однажды придется ответить на вопрос «зачем?» Репортаж из театра. Студенты РГСУ Инна Бугаева, Дарья Казакова, Екатерина Рубцова (жур-д-3), Социальный университет, 6 декабря 2010, № 834-рп.
19. [gctm.ru/branches/gctm/events/denisov_shekspir/ Виктор Денисов «Английский по методике Шекспира…» Камерный театр в Бахрушинском музее.]
20. К Международному Дню театра. «Играем в „Пок-та-Пок“».
21. Вечера Бахрушинского Дома: Преображенная реальность Людмилы Одиянковой (по следам читки пьесы Виктора Денисова «Играем в „Пок-та-Пок“»). Елена Степанова. (недоступная ссылка)

## Видео
- VICTOR DENISOV — Six Apparitions of Lenin on fhe Piano. (ВИКТОР ДЕНИСОВ — Шесть призраков Ленина на рояле). Mp4
- Казанова в царствии бабочек. Алексей Костюченко. Видео. Славянка. Учебный Театр.